# Oscarsgalan november 1930
Oscarsgalan november 1930 som hölls 5 november 1930 var den 3:e upplagan av Oscarsgalan där det prestigefyllda amerikanska filmpriset Oscar delades ut till filmer som kom ut mellan 1 augusti 1929 och 31 juli 1930.

## Vinnare och nominerade
Vinnarna listas i fetstil.
| Enastående produktion | Bästa regi |
| --- | --- |
| - På västfronten intet nytt (Universal Studios) - The Big House (MGM) - Disraeli (Warner Bros.) - Mannens moral - och kvinnans (MGM) - Prinsgemålen (Paramount Famous Lasky) | - Lewis Milestone – På västfronten intet nytt - Clarence Brown – Anna Christie - Clarence Brown – Romantik - Robert Z. Leonard – Mannens moral - och kvinnans - Ernst Lubitsch – Prinsgemålen - King Vidor – Halleluja!                              |
| Bästa manliga huvudroll | Bästa kvinnliga huvudroll |
| - George Arliss – Disraeli - George Arliss – Gröna Gudinnan - Wallace Beery – The Big House - Maurice Chevalier – Hans fästmö från New York - Maurice Chevalier – Prinsgemålen - Ronald Colman – Bulldog Drummond - Ronald Colman – Mannen som stal kärlek... - Lawrence Tibbett – Zigenarkärlek | - Norma Shearer – Mannens moral - och kvinnans - Nancy Carroll – The Devil's Holiday - Ruth Chatterton – Sarah and Son - Greta Garbo – Anna Christie - Greta Garbo – Romantik - Norma Shearer – Frånskilda barn - Gloria Swanson – På olovliga vägar |
| Bästa manus | Bästa ljudinspelning |
| - The Big House – Frances Marion - På västfronten intet nytt – George Abbott, Maxwell Anderson och Del Andrews - Disraeli – Julien Josephson - Mannens moral - och kvinnans – John Meehan - Brottets gata – Howard Estabrook                                                                     | - The Big House – Douglas Shearer - Striden om sergeant Grischa – John E. Tribby - Prinsgemålen – Franklin Hansen - Herr Raffles gör visit – Oscar Lagerstrom - Den röda flamman – George Groves                                                     |
| Bästa foto | Bästa scenografi |
| - Med Byrd till Sydpolen – Joseph T. Rucker och Willard Van der Veer - På västfronten intet nytt – Arthur Edeson - Anna Christie – William H. Daniels - Rymdens demoner – Tony Gaudio och Harry Perry - Prinsgemålen – Victor Milner                                                             | - Jazzkungen – Herman Rosse - Bulldog Drummond – William Cameron Menzies - Prinsgemålen – Hans Dreier - Sally – Jack Okey - Burgundernas sista strid – Hans Dreier                                                                                   |

### Filmer med flera nomineringar
- 6 nomineringar: Prinsgemålen
- 4 nomineringar: På västfronten intet nytt, The Big House, Mannens moral - och kvinnans
- 3 nomineringar: Disraeli, Anna Christie
- 2 nomineringar: Bulldog Drummond, Romantik

### Filmer med flera priser
- 2 priser: På västfronten intet nytt, The Big House